# Comissão Especial das Nações Unidas

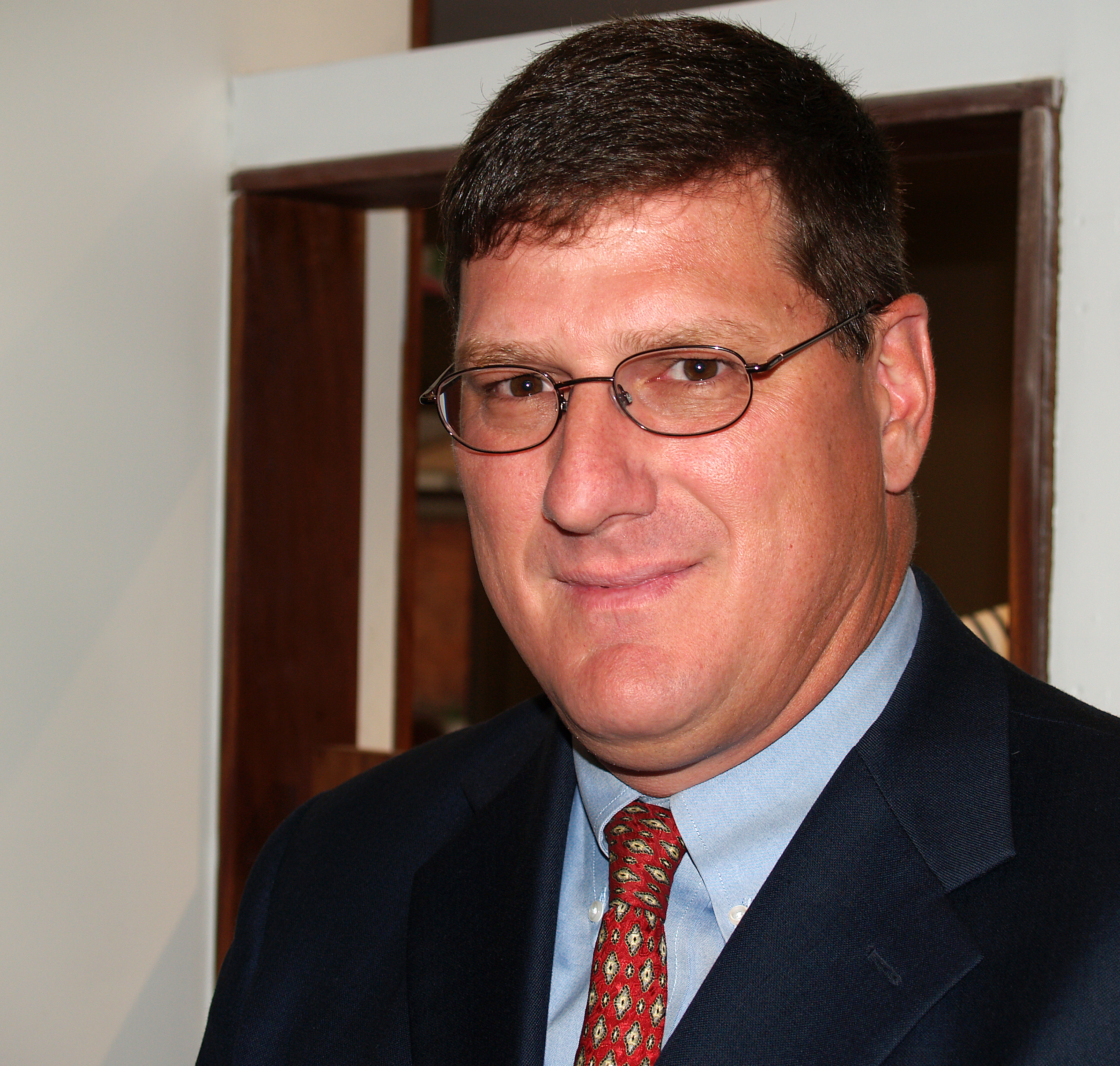
Inspetor de armas Scott Ritter

A Comissão Especial das Nações Unidas (UNSCOM) foi um regime de inspeção criado pela Organização das Nações Unidas para garantir o cumprimento do Iraque com as políticas relativas à produção e uso de armas de destruição em massa após a Guerra do Golfo.  Entre 1991 e 1997 o seu diretor foi Rolf Ekéus; entre 1997 e 1999 seu diretor foi Richard Butler.
Em 3 de abril de 1991, o Conselho de Segurança das Nações Unidas emitiu a "Resolução 687", que estabelecia as condições para o cessar-fogo oficial entre o Iraque e a coligação de Estados-Membros liderados pelos Estados Unidos, os quais responderam à invasão e ocupação do Kuwait pelos iraquianos em 1990, dando inicio a Guerra do Golfo. Essa resolução determinava a eliminação, sob supervisão internacional, de armas de destruição em massa e de mísseis balísticos do Iraque com alcance superior a 150 km, bem como de materiais relacionados e instalações de produção. Além disso, estabelecia medidas para assegurar que a aquisição e a produção de itens proibidos não fossem retomadas.
Entretanto, a partir de 1998, o Iraque passou a recusar a cooperar plenamente com os fiscais, e estava lhes negando o acesso aos chamados “palácios presidenciais” de Saddam Hussein, as autoridades iraquianas acusaram os fiscais de estarem fazendo trabalho de “espionagem” para a CIA. Posteriormente, a ONU reconheceu que inspetores, de fato, haviam transmitido informações para os Estados Unidos. A polêmica a respeito do repasse de informações obtidas pelos fiscais para os Estados Unidos e outros países se intensificou logo após a “Operação Raposa do Deserto”. Como resultado, começaram a surgir pedidos para que a UNSCOM fosse reestruturada ou substituída por outro órgão. 
Em junho de 1999, termina o contrato do chefe da UNSCOM, Richard Butler, que deixou o cargo. Seis meses depois, é criado o órgão que sucedeu a UNSCOM, a UNMOVIC (Comissão das Nações Unidas de Vigilância, Verificação e Inspeção), mas o Iraque continuou se recusando a permitir que os inspetores entrassem no país.

## Ver Também
- Iraque e armas de destruição em massa
- Crise do desarmamento do Iraque
- UNMOVIC

## Ligações Externas
- Nações Unidas na UNSCOM (em inglês)